# Муромское восстание
Муромское восстание — белогвардейское восстание в Муроме 8—10 июля 1918 года, организованное «Союзом защиты Родины и Свободы». Восстание не было поддержано местным населением и под натиском красных восставшие были вынуждены по лесам добраться до Казани, где вступили в Народную армию КОМУЧа и продолжили борьбу с большевиками.

## Подготовка восстания и предпосылки к нему
После Октябрьской революции в Муроме, среди местной буржуазии и интеллигенции, главным образом бывшего офицерства, зрело недовольство переходом власти в России в руки правительства большевиков. Эти слои общества высказывались за свержение власти большевиков в стране, и, в частности, в Муроме. Они призывали к свержению Советской власти, восстановлению власти Учредительного собрания и расправе с красноармейцами, коммунистами и советскими работниками, вели подготовку к вооруженному выступлению. Так, в феврале 1918 года, при обыске в квартире будущего руководителя восстания Н. П. Сахарова, было найдено 6 шашек, 2 рапиры, 5 штыков, 8 тесаков, 5 кобур, 40 пар офицерских погон разных чинов.
Весной 1918 года советскими органами было установлено, что в общественном клубе Мурома проходят собрания бывших офицеров и буржуазии. В июне 1918 года в местные советские органы стали поступать сведения о том, что в Муроме существует белогвардейская организация и готовится её выступление. Выступление белых в Муроме первоначально планировали на 6—7 июня, но в связи с принятыми мерами в этот день не состоялось.

## Ход восстания
Вооружённое выступление, закончившееся захватом на некоторое время власти белогвардейцами, произошло в ночь с 8 на 9 июля 1918 года. Руководителями выступления являлись полковник Н. П. Сахаров и военврач Д. С. Григорьев.
3 июля Окский бульвар Мурома стал сборным пунктом для белогвардейских сил, отсюда и началось выступление белогвардейцев 8 июля. Поздно вечером, в 22—23 ч. белогвардейцы неожиданно напали на караульную роту и застали её врасплох. В результате было ранено 3 красноармейца, один смертельно, и повстанцы захватили оружие. Одновременно был захвачен военный комиссариат, Высший военный совет и местный Совет, а к ночи город Муром оказался захвачен белогвардейцами.
9 июля по городу были расклеены воззвания «Союза защиты Родины и Свободы» с призывами к свержению Советской власти, а также приказ Николая Сахарова, начальника Восточного отряда Северной Добровольческой армии, о явке для регистрации офицеров в штаб Белой гвардии. Штаб направил вооруженные отряды: первый, под начальством офицера Гольберга — на станцию Селиваново; второй, во главе с офицером Пестряковым — на станцию Климове (оба отряда должны были испортить железнодорожное полотно), третий отряд — на станцию Навашино, для сражения с выступавшими на защиту Советской власти рабочими.

## Отношение населения
Кроме буржуазии, духовенства и интеллигенции, никто не пошел на сторону белогвардейцев.
Широкие массы населения отнеслись к выступлению белогвардейцев резко отрицательно. Местным коммунистическим силам, рабочим железнодорожных мастерских и заводов (Навашино, Выксы, Коврова) и других окрестных сел и деревень удалось организовать защиту.

## Поражение восстания
К утру 10 июля выступление Белой гвардии было ликвидировано местными силами; белогвардейцы бежали из города, успев захватить с собой около 700 000 рублей из местного Совета, уездного военного комиссариата и некоторых других учреждений. Власть большевиков в Муроме была восстановлена.
Вечером 10 июля отряд красноармейцев и рабочих под начальством Ерлыкина нагнал белых у станции Домики, разбил их и прогнал дальше.
В ночь на 11 июля остатки белогвардейцев были снова настигнуты красным отрядом у Ново-Дмитриевского, разбиты наголову и бежали мимо Выксы к Ардатову.
Позднее на допросе организатор Союза защиты Родины и Свободы Б. В. Савинков говорил о Муромском восстании следующее:
«О муромском восстании я знал то, что мне доложил Григорьев, убитый во время восстания против Колчака. Григорьев взял Муром, у него было очень мало сил, что-то человек 40 или 50, продержался там один день и ушел по направлению к Казани».
Спустя 2 недели, ночью в Муроме в подвале дома купцов Шведовых-Каратыгиных (там находился Муромский революционный совет) А. И. Ерлыкиным и А. Кирилловым были расстреляны 12 захваченных белогвардейцев, среди которых были А. А. Леман и Б. А. Способин.